# Ljubomir Lovrić
Ljubomir Lovrić (v srbské cyrilici: Љубомир Ловрић; 28. května 1920 – 26. srpna 1994) byl jugoslávský fotbalový brankář, později fotbalový trenér a novinář.

## Kariéra
Na mezinárodní úrovni hrál za jugoslávskou reprezentaci (5 zápasů) a byl účastníkem olympijských her 1948, kde jeho tým získal stříbrnou medaili. Lovrić později pracoval jako novinář a fotbalový trenér, trénoval Jugoslávii na Mistrovství světa ve fotbale 1962.